# Gamasellus cooperi
Gamasellus cooperi är en spindeldjursart som först beskrevs av Womerley 1961.  Gamasellus cooperi ingår i släktet Gamasellus och familjen Ologamasidae. Inga underarter finns listade i Catalogue of Life.